# Nell (Adelsgeschlecht)

Wappen derer von Nell

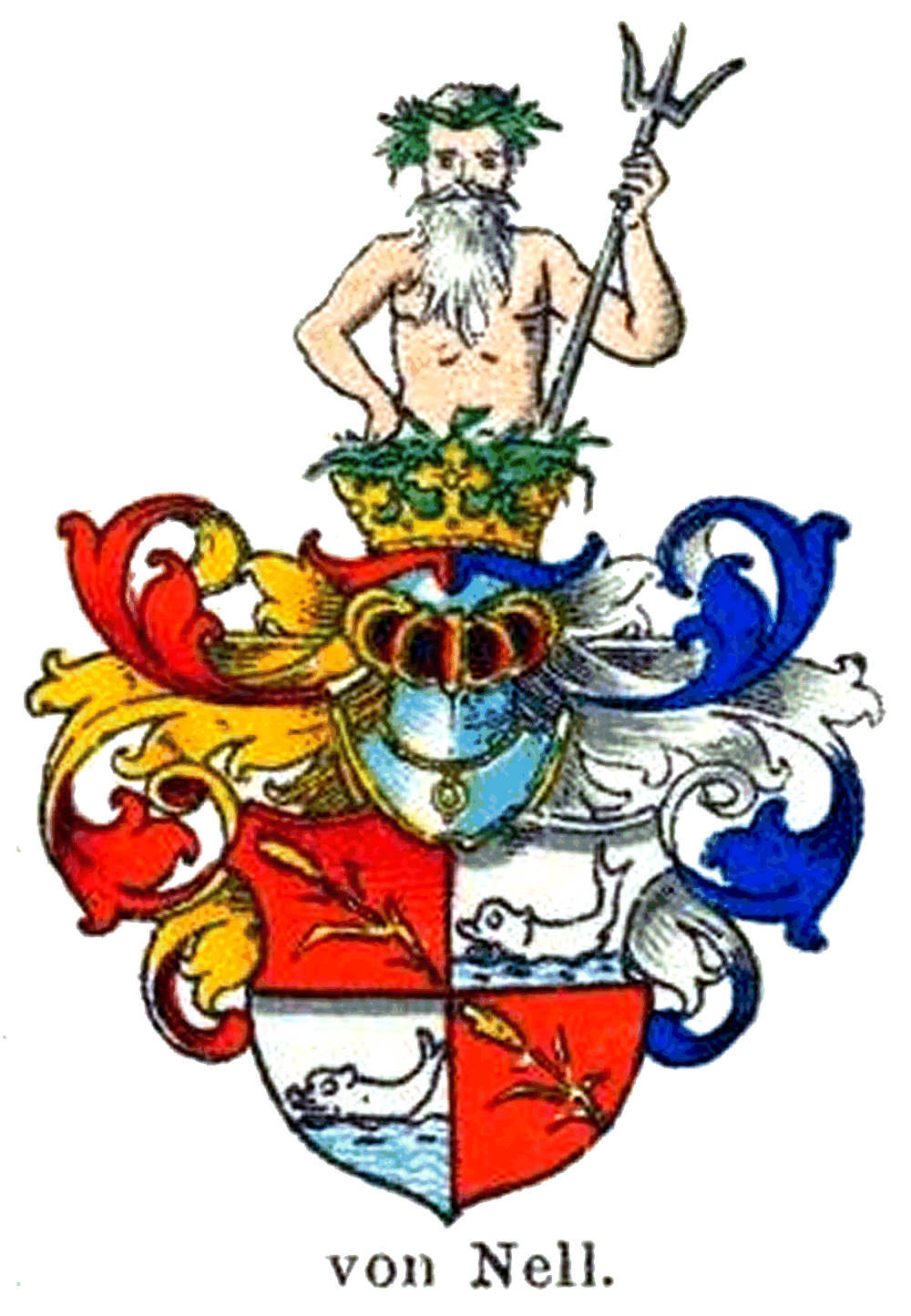
Wappen von Nell aus der [https://www.heraldry-wiki.com/heraldrywiki/index.php?title=Wappen-Sammlung_Series_3_Nobility_1-1000 Wappensammlung Weller

Nell ist der Name eines rheinischen und böhmischen Adelsgeschlechts.

## Geschichte
Der Familienname soll sich vom irischen Familiennamen O’Neill ableiten. Dass die Familie um 1500 aus Irland kam, ist jedoch unbelegt. Belegt ist ihr Auftreten zunächst in der Nähe von Koblenz, später auch in der Gegend von Trier.
Die belegte Stammreihe der von Nell beginnt erst mit Christian Nell, urkundlich 1643, Flößer und Holzhändler in Wallersheim bei Koblenz. Sein Sohn Peter Christian Nell hat am 25. April 1709 den rittermäßigen Reichs- und erbländisch österreichischen Adelsstand als von Nell zu Thomenacher erhalten.
Die Familie besteht aus zwei Linien, einer böhmischen und einer rheinischen Linie. Die böhmische Linie erhielt am 22. Februar 1717 den Reichsritterstand mit dem Zusatz Edler von Nellenberg. Die Begünstigten waren zwei Söhne von Peter Christian von Nell, Johann Peter von Nell, kaiserlicher Rat und Oberpostverwalter des Königreichs Böhmen in Prag, und Johann Heinrich von Nell. Am 23. Mai 1821 wurde aus dieser Linie Raphael Ritter Nell von Nellenburg und Damenacker, k. k. Appellationsgerichts-Vizepräsident in Klagenfurt, in den österreichischen Freiherrenstand erhoben.
Die rheinische Line erhielt am 16. August 1824 den preußischen Adelsstand. Im 19. und frühen 20. Jahrhundert war die Familie im Besitz der Abteigebäude von St. Matthias in Trier. Oswald von Nell-Breuning sorgte für die Rückgabe des Klostergutes an die benediktinische Gemeinschaft von St. Matthias in Trier. Am 24. Oktober 1910 erfolgte bei der preußischen Regierung eine Namens- und Wappenvereinigung mit den von Breuning als von Nell-Breuning für den ältesten Sohn von Arthur von Nell und Bernharda Klara Hermine von Breuning. Um ein Aussterben des Familiennamens derer von Breuning zu verhindern, wurde Oswald nach Intervention seines Onkels vom König von Preußen der Doppelname von Nell-Breuning mittels Namensverleihung samt erbrechtlichen Folgen zuerkannt. Da Oswald als Ordensgeistlicher der Jesuiten (1890–1991) ehelos verblieb, übertrug er mittels Verfügung der Landesregierung von Rheinland-Pfalz den Doppelnamen an seinen Patenneffen in Kasel/Ruwer, Christoph von Nell(-Breuning), der das Archiv zur Familiengeschichte besitzt.

## Wappen
Das Wappen der rheinischen Linie nach dem Diplom von 1709 ist geviert, Feld 1 und 4: in Rot eine schräggestellte goldene Kornähre, Feld 2 und 3: in Silber einwärts ein in blauem Wasser schwimmender naturfarbener Delphin, zu rechts rot-goldenen und links blau-silbernen Decken ein wachsender wilder Mann, um Hüfte und Stirn mit Laub bekränzt und in der Linken einen Dreizack haltend.

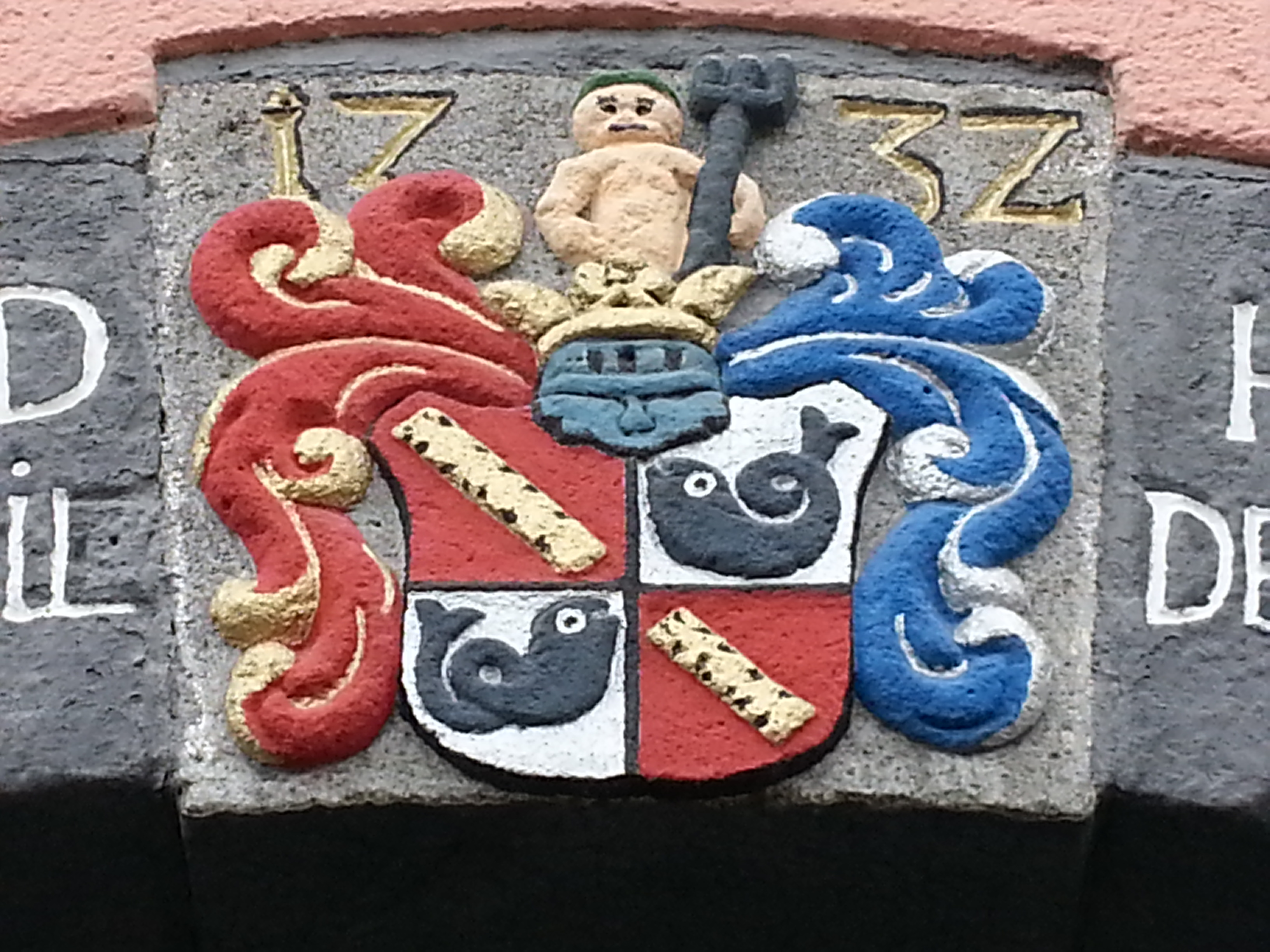
Wappen der Familie Nell an 1732 erbauten Haus „Am Ufer 11“ in Koblenz-Neuendorf

Das kombinierte Wappen der von Nell-Breuning von 1910 ist zusätzlich mit einem silbernen Herzschild belegt, darin 3 blaue Sparren, unter jedem eine blaue Lilie (Wappen der von Breuning).
Das Wappen der böhmischen Linie nach dem Diplom von 1717 ist geviert, Feld 1 und 4: in Rot eine schräggelegte goldene Kornähre, Feld 2 und 3: in Blau einwärts ein schwimmender Delphin, der in Feld 2 mit rot aufgerissenem Maul, mit hochgeworfenem Schwanz und mit Wasserfontäne, der in Feld 3 einfach balkenweise einwärts schwimmend, zwei gekrönte Helme, Helm 1 (rechts): zu rot-goldenen Decken ein wachsender Neptun mit goldener Zackenkrone und mit goldenem Dreizack in der Linken, die Rechte eingestemmt, Helm 2 (links): zu blau-silbernen Decken ein wachsender gekrönter goldener Greif, in der rechten Vorderklaue ein silbernes, golden gegrifftes Schwert haltend.
Das zweite Wappen der böhmischen Linie von der Verleihung 1821 hat einen genau gleichen Schild, inklusive der darstellerischen Unterscheidung der beiden Delphine. Es hat aber einen dritten Helm, in der Mitte zwischen den beiden anderen eingefügt, gekrönt, mit rot-goldenen Decken, eine goldene Kornähre zwischen einem roten Flug. Diese Helmzier wurde als Verbesserung aus Feld 1 abgeleitet. Die beiden äußeren Helme werden dazu wie zuvor geführt. Weiterhin hat dieses Wappen eine fünfperlige Rangkrone auf dem Schild und als Schildhalter zwei bärtige und barhäuptige Meermänner mit nacktem Oberkörper und goldenem doppeltem Fischschwanz mit eingerollten Enden, jeweils mit der inneren Hand den Schild fassend und mit der äußeren Hand eine mit der Schaufel aufwärts gerichteten naturfarbene Grabschaufel haltend (Beschreibung gemäß Diplom-Unterlagen).

## Personen
- Franz Maria von Nell (1795–1852), österreichischer Schriftsteller und Verwaltungsbeamter
- Georg Friedrich von Nell (1816–1857), Landrat
- Oskar von Nell (1861–1923), preußischer Landrat
- Oswald von Nell-Breuning (1890–1991), Theologe